# 繊毛虫
繊毛虫（せんもうちゅう）とは、動物的単細胞生物の一群である。全身に繊毛という毛を持ち、これを使って移動する。ゾウリムシやラッパムシ、ツリガネムシ、テトラヒメナなどが含まれる。
二界説が唱えられていた時代には動物界原生動物門繊毛虫綱に位置づけられていたが、五界説では原生生物界の中で繊毛虫門という独立した門の扱いを受ける場合が多い。

## 特徴
単細胞生物であるが、群体を形成するものもある。多くのものが細菌や有機物の微粒子などを摂食するが、他の単細胞生物を捕獲して食べる等、明確な捕食者として振る舞うものもある。単細胞藻類を細胞内に共生させる種も知られている。
基本的には繊毛、大核、小核、食胞、収縮胞からなる。体は前後に細長いものが多く、腹面と背面が明らかなものもあるが、左右対称ではないものが多い。前方か前方側面に、細胞口と呼ばれる食物の取り込み口を持つものが多い。取り込まれた食物は食胞（しょくほう）という球形の袋の中で消化され、吸収される。残ったものは体外に放出される。収縮胞は、体内の水分や老廃物を排出する役割をしている。細胞内には複数の細胞核があり、生殖用（小核）と生活用（大核）に機能が分かれている。
繊毛虫の最大の特徴は、運動器官としての繊毛である。かつては鞭毛と繊毛はその生え方や数によってはっきり区別できるものとされたが、現在では、同じ構造を持つものであることが分かっている。繊毛虫の繊毛は、簡単なものでは、全身に同じように生えており、個々の繊毛を漕ぐように振り、全体としてはウェーブのように同調して動かすことで、前進後退を行う。また、細胞口周辺では、細胞口の中へ餌を流し込むように働く。
より特殊化したものでは、口部周辺にのみ繊毛を持つものや、腹面だけに持つもの、特殊な配列になっているもの、あるいは多数の繊毛が寄り集まって、付属肢のように使うものなどがある。また、口部の繊毛で餌を集め、固着生活をする種もある。そのような種では、固着のための柄を持ち、種によっては柄が伸縮するものもある。
なお、スイクダムシ類は、繊毛を持たず、多数の管状の触手状の突起を持ち、これで単細胞生物を吸着して吸収する。出芽によって生じた無性芽に繊毛を持つ。
また、繊毛に全身を覆われた単細胞生物として、オパリナ類がある。当初は原始的な繊毛虫と見なされていたが、多くの差異があることから鞭毛虫に近いとされたこともあり、現在では独立した分類群と見なされている。

## 生息環境
基本的に水中生活である。プランクトンとしても出現するが、むしろ、泥の中や有機物堆積物の間、藻類や水草の表面などに多く生息する。汚泥中にも多数出現する。柄を持って固着するものは、藻類や水草の表面だけでなく、ミジンコや珪藻の殻の上に固着するものもある。また、腹面に太い繊毛を持つものは、固形物の上をそれを使ってはい回り、まるでゴキブリのような動きをするものがある。特殊なものとしては、ヒツジなど、草食のほ乳類の胃に住んでいるものがある。草食ほ乳類はセルロースの分解を自力ではできないので、彼らや細菌類が共生してそれを助けているのである。

## 生活環
好適な条件下では、多くのものは分裂などの無性生殖で数を増やす。多くの場合、分裂は横分裂、つまり体が前後に二分する形で分裂する。他に、出芽や細胞内に出芽的に娘細胞を形成するものもある。
有性生殖としては、細胞が直接に接合するものが知られている。核には大核と小核があり、有性生殖時には小核がよく活動する。ゾウリムシの場合、二細胞が同一方向に体を向けて寄り添うと、それぞれの大核は消失し、小核は減数分裂によってその数を増す。その後、このようにして生じた核の一つずつを互いに交換することで接合は終了する。それぞれの細胞内では交換した核と元からあった核が融合、その後大核が新たに形成される。この方法は、配偶子も接合子も特に生じない点で、非常に特殊である。

## 利用
生活の中で、意識して利用する場面はまずない。理科教育においてはツリガネムシやラッパムシ、ゾウリムシなどは小学校からの良い観察材料になる。
モデル生物としては、幾つかのものが利用されている。テトラヒメナは最もよく使われるもののひとつである。

## 類縁関係
古くは、単細胞の動物として、原生動物の中では一番複雑な体制を持つ、最も高等なものと考えられていた。この類を後生動物の祖先であるとする繊毛虫類起源説が唱えられたこともある。しかし、現在では、動物界との系統関係は否定され、むしろ、単細胞藻類である渦鞭毛藻類、マラリア原虫を含むアピコンプレクサとごく近いことが分かっている。これら三群をまとめて、アルベオラータと呼ぶ場合がある。ただし、これにどのような分類的位置を与えるかについては議論が分かれている。

## 分類
繊毛虫門として独立させる考えやアピコンプレクサ門に属させる考えなどあって、定まっていない。下位の分類群についても、現在も大きく変動しているようで、今後も大きな見直しがあるかも知れない。以下に示すのは、その1例と考えていただきたい。
繊毛虫門 Ciliophora
- 原始大核綱 Karyorelictea
  - トラケロネマ亜綱 Protostomatia
    - トラケロネマ目（原口類） Protostomatida

  - ロクソデス亜綱 Loxodidia
    - ロクソデス目 Loxodida

  - Protoheterotrichia亜綱
    - Protoheterotrichida目
- 異毛綱 Heterotrichea
  - 異毛亜綱 Heterotrichia
    - ラッパムシ目 Heterotrichida - ラッパムシ (Stentor)
    - クリーブランデラ目 Clevelandellida
    - プラギオトマ目 Plagiotomida
    - リクノフォラ目 Licnophorida
    - ペリトロムス目 Peritromida
- リトストマ綱 Litostomatea
  - 毒胞亜綱 Haptoria
    - シオカメウズムシ目（毒胞類） Haptorida - シオカメウズムシ Didinium
    - アンフィレプツス目（側口類） Pleurostomatida
    - アクチノボリナ目（咽頭類） Pharyngophorida

  - 毛口亜綱 Trichostomatia
    - パランチディウム目（有口庭類） Vestibuliferida
    - エントディニウム目 Entodiniomorphida
- 旋毛綱 Spirotrichea
  - 被甲亜綱 Armophorida
    - メトプス目 Armophorida

  - プロトクルジア亜綱 Protocruziida
    - プロトクルジア目 Protocruziida

  - 少毛亜綱 Oligotrichia
    - コレオトリカ目 Choreotrichida
    - ハルテリア目（少毛類） Oligotrichida

  - 下毛亜綱 Hypotrichia
    - ユープロテス目 Euplotida

  - 棘毛亜綱 Stichotrichia
    - アンフィシエラ目（棘毛類） Stichotrichida

  - 櫛口亜綱 Odontostomatida
    - ディスコモルファ目（櫛口類） Odontostomatida

  - ファコディニウム亜綱 Phacodiniida
    - ファコディニウム目 Phacodiniida
- 梁口綱 Nassophorea
  - ナスラ亜綱 Nassophoria
    - ナスロプシス目（単膜類） Synhymeniida
    - ナスラ目 Nassulida
    - ミクロトラクス目 Microthoracida
    - レプトファリンクス目 Propeniculida
- 層状咽頭綱 Phyllopharyngea
  - 層状咽頭亜綱 Phyllopharyngia
    - キルトス目 Cyrtophorida
    - アンキストロコマ目（有吻類） Rhynchodida

  - 漏斗亜綱 Chonotrichia
    - キロドコナ目（外生胚類） Exogemmida
    - アクチニコナ目（内生胚類） Cryptogemmida

  - 吸管虫亜綱 Suctoria - スイクダムシ類（吸管虫類）
    - ハリヤマスイクダムシ目（外生芽類） Exogenida
    - ボンボリスイクダムシ目（内生芽類） Endogenida
    - ハナエダスイクダムシ目（外転芽類） Evaginogenida
- コルポダ綱 Colpodea
  - キルトロフォシス目 Cyrtolophosidida
  - ブリオフリア目 Bryophryida
  - コルポダ目 Colpodida - Colpoda
  - フクロミズケムシ目 Bursariomorphida
- 前口綱 Prostomatea
  - ホロフリア目 Prostomatida
  - シオミズケムシ目 Prorodontida - クリプトカリオン[1]
- 貧膜口綱 Oligohymenophorea
  - プラギオピラ亜綱 Plagiopylia
    - プラギオピラ目 Plagiopylida

  - Scuticociliatia
    - アンキスツルム目（有スクチカ類） Scuticociliatida - スクーチカ繊毛虫 Miamiensis

  - ゾウリムシ亜綱 Peniculia
    - ゾウリムシ目 Peniculida - ゾウリムシ (Paramecium)

  - 膜口亜綱 Hymenostomatia
    - ミズケムシ目 Hymenostomatida - テトラヒメナ Tetrahymena・ウオノカイセンチュウ Ichthyophthirius

  - 周毛亜綱 Peritrichia
    - ツリガネムシ目（固着類） Sessilida - ツリガネムシ (Vorticella)

  - Mobilia
    - レイオトロカ目（遊泳類） Mobilida

  - 無口亜綱 Astomatia
    - アノプロフリア目 Astomatida

  - 隔口亜綱 Apostomatia
    - メタコリニア目 Apostomatida
    - クロミジナ目（欠口類） Astomatophorida
    - ピリサクトリア目 Pilisuctorida